# Genoma de referência

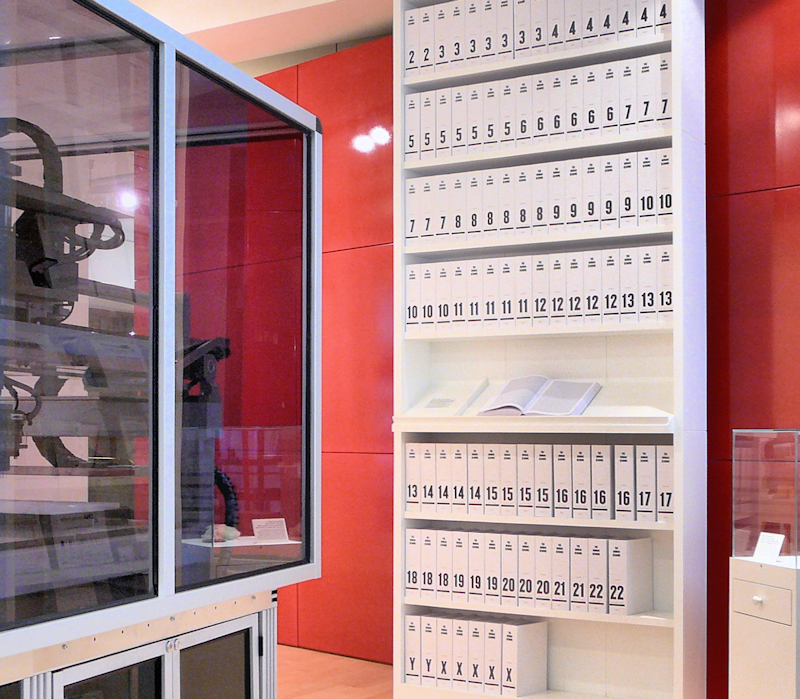
A primeira impressão do genoma humano de referência apresentado como uma série de livros, exibida na Wellcome Collection, Londres (Reino Unido)

Um genoma de referência (também conhecido como conjunto de referência ) é um banco de dados digital de sequências de ácidos nucleicos (ADN ou DNA), reunido por cientistas como um exemplo representativo do conjunto de genes em um organismo individual idealizado de uma espécie. Como eles são reunidos a partir do sequenciamento de DNA de vários doadores individuais, os genomas de referência não representam com precisão o conjunto de genes de qualquer organismo individual. Em vez disso, uma referência fornece um mosaico haplóide de diferentes seqüências de DNA de cada doador. Existem genomas de referência para várias espécies de vírus, bactérias, fungos, plantas e animais .
Por exemplo, o genoma de referência humano, versão GRCh38, do Genome Reference Consortium é derivado de treze voluntários anônimos.
À medida que o custo do sequenciamento de DNA diminui, e novas tecnologias de sequenciamento completo de genoma surgem, mais sequências de genoma continuam sendo geradas. Os genomas de referência são normalmente usados como um guia sobre o desenvolvimento de novos genomas, permitindo que sejam montados com muito mais rapidez e baixo custo do que o Projeto Genoma Humano inicial. A maioria das pessoas com todo o seu genoma sequenciado, como James D. Watson, teve seu genoma sequenciado dessa maneira. Para grande parte de um genoma, a referência fornece uma boa aproximação do DNA de qualquer indivíduo. Mas em regiões com alta diversidade alélica, como o principal complexo de histocompatibilidade em humanos e as principais proteínas urinárias de camundongos, o genoma de referência pode diferir significativamente de outros indivíduos. A comparação entre a referência (versão "build 36") e o genoma de Watson revelou 3,3 milhões de diferenças de polimorfismo de nucleotídeo único, e aproximadamente 1,4% de seu DNA não poderiam corresponder ao genoma de referência. Para regiões onde se sabe que há variação em grande escala, conjuntos de loci alternativos são montados ao lado do locus  de referência.
Os genomas de referência podem ser acessados on-line em vários locais, usando navegadores dedicados, como, por exemplo: o Ensembl ou ainda o UCSC Genome Browser .

## Genoma de mamíferos
Os genomas de referência para humanos e camundongos são mantidos e aprimorados pelo consórcio GRC (Genome Reference Consortium), um grupo de pouco menos de 20 cientistas, de vários institutos de pesquisa de genoma, incluindo o Instituto Europeu de Bioinformática, o Centro Nacional de Informações Biotecnológicas, o Instituto Sanger e McDonnell Genome Institute da Universidade de Washington em St. Louis . O GRC continua seu trabalho de aperfeiçoar os genomas de referência, construindo novos alinhamentos que contêm menos lacunas e corrigindo deturpações dos sequenciamentos anteriores.
O genoma de referência humano GRCh38 foi lançado no Genome Reference Consortium em 17 de dezembro de 2013. Essa compilação continha cerca de 250 lacunas, enquanto a primeira versão tinha aproximadamente 150.000 lacunas. A montagem do GRCh38 resolveu mais de 100 lacunas. O seqüenciamento de nanopore fechou 12 lacunas no conjunto de referência GRCh38, através do uso de leituras ultra-longas.
O genoma de referência humano é derivado de treze voluntários anônimos, todos de Buffalo, Nova York (EUA). Os doadores foram recrutados por propaganda no The Buffalo News, no domingo, 23 de março de 1997. Os dez primeiros voluntários do sexo masculino e dez do sexo feminino foram convidados a marcar uma consulta com os conselheiros genéticos do projeto e a doar sangue, do qual o DNA foi extraído. Como resultado do sequenciamento das amostras de DNA, aproximadamente 80% do genoma de referência vieram de oito pessoas e um homem designado "RP11", que responde por 66% do total. O sistema do grupo sanguíneo ABO difere entre os humanos, mas o genoma de referência humano contém apenas um alelo O, embora os outros sejam anotados ).
Existem limitações no genoma de referência humano devido ao fato de ser uma sequência distinta "única". E, por causa disso, é especificamente nomeado como uma "referência". O principal objetivo pelo qual ele é utilizado é como um índice, ou um localizador, para características genéticas. O 1000 Genomes Project está criando um banco de dados para fornecer informações sobre as variações nos genomas na população humana.
As versões recentes de genoma humano são as seguintes: 
| Nome da versão  | Data de lançamento | Versão equivalente do UCSC |
| --------------- | ------------------ | -------------------------- |
| GRCh38          | Dez 2013           | hg38                       |
| GRCh37          | Fev 2009           | hg19                       |
| NCBI Build 36.1 | Mar 2006           | hg18                       |
| NCBI Build 35   | Maio de 2004       | hg17                       |
| NCBI Build 34   | Jul 2003           | hg16                       |

### Genoma de referência do camundongo
As versões recentes de genoma de camundongos são as seguintes: 
| Nome da versão | Data de lançamento | Versão equivalente do UCSC |
| -------------- | ------------------ | -------------------------- |
| GRCm38         | Dez 2011           | mm10                       |
| NCBI Build 37  | Jul 2007           | mm9                        |
| NCBI Build 36  | Fev 2006           | mm8                        |
| NCBI Build 35  | Ago 2005           | mm7                        |
| NCBI Build 34  | Mar 2005           | mm6                        |